# Jazennes
Jazennes település Franciaországban, Charente-Maritime megyében. Lakosainak száma 548 fő (2022. január 1.). Jazennes Gémozac, Mazerolles, Pons, Saint-Léger, Tanzac és Villars-en-Pons községekkel határos.

## Népesség
A település népességének változása:
| Lakosok száma | 372  | 349  | 367  | 460  | 492  | 518  | 532  | 545  | 546  | 548  |
|               | 1968 | 1982 | 1990 | 2006 | 2013 | 2015 | 2017 | 2019 | 2020 | 2022 |